# كورنيليوس وايلد
كورنيليوس وايلد (بالإنجليزية: Cornelius Louis Wilde)‏ هو كاتب سيناريو ومخرج وممثل أمريكي، ولد في 13 أكتوبر 1912 في المجر، وتوفي في 16 أكتوبر 1989 بلوس أنجلوس في الولايات المتحدة بسبب ابيضاض الدم.

## أعمال

### أفلام
- (1945) اتركها للجنة
- (1952) أعظم العروض على وجه الأرض

## ترشيحات
- جائزة الأوسكار لأفضل ممثل (1945)

## وصلات خارجية
- كورنيليوس وايلد على موقع IMDb (الإنجليزية)
- كورنيليوس وايلد على موقع الموسوعة البريطانية (الإنجليزية)
- كورنيليوس وايلد على موقع ألو سيني (الفرنسية)
- كورنيليوس وايلد على موقع ميوزك برينز (الإنجليزية)
- كورنيليوس وايلد على موقع تيرنر كلاسيك موفيز (الإنجليزية)
- كورنيليوس وايلد على موقع أول موفي (الإنجليزية)
- كورنيليوس وايلد على موقع قاعدة بيانات برودواي على الإنترنت (الإنجليزية)
- كورنيليوس وايلد على موقع قاعدة بيانات الأفلام السويدية (السويدية)
- كورنيليوس وايلد على موقع إن إن دي بي (الإنجليزية)
- كورنيليوس وايلد على موقع أول ميوزيك (الإنجليزية)